# Пархоменко Артем Якович
Пархо́менко Арте́м Я́кович (нар. 1892 — пом. 1921) — повстанський отаман, учасник махновського руху, брав участь у Тамбовському повстанні.

## Біографія
Анархіст-комуніст з 1917 р. Брат червоного комдива Олександра Пархоменка. Робітник. Брав участь у Громадянській війні в Україні й на Дону з осені 1917 р.
У травні 1919 р. приєднався до бригади Махна, був командиром роти, батальйону, до літа 1920 р. — командир 9-го піхотного полку РПАУ. Як противник військово-політичної угоди з радянською владою в жовтні 1920-го вийшов з РПАУ на чолі свого полку. Приєднавшись до антоновських повстанців, вів партизанську боротьбу проти червоних у Тамбовській і Воронізькій губерніях. Незабаром не знайшов спільної мови з керівником повстанського руху Антоновим, оскільки, будучи анархістом, відмовився підтримати гасло Установчих зборів.
У лютому 1921 р. знову приєднався до РПАУ, потім перейшов у Кавказьку повстанську армію Маслакова. У березні-квітні 1921 р. вів самостійну партизанську боротьбу проти червоних у Богучарському повіті. На початку травня 1921-го штаб і ВРС РПАУ доручили Пархоменку увійти в союз із повстанцями Антонова й відновити дії у Воронізькій губернії, але до липня 1921-го загін був розбитий червоними, а сам Пархоменко незабаром загинув у бою.